# Saline River (Kansas)
Pour les articles homonymes, voir Saline (rivière).
Saline River est un affluent gauche de la rivière Smoky Hill dans le centre des Grandes Plaines d’Amérique du Nord. Toute la longueur de la rivière se trouve dans l'État américain du Kansas dans la partie nord-ouest de l'État. 
La rivière tire son nom de la traduction française du nom indigène Ne Miskua se référant à son contenu salé. 

## Géographie
De 639 km de long[réf. nécessaire],, la rivière nait de la confluence des branches South Fork et North Fork dans le comté de Sheridan. La rivière coule alors vers l’est à travers la région des Smoky Hills et rejoint la rivière Smoky Hill au sud de New Cambria, Kansas dans le comté de Saline. 

### Bassin versant
La rivière draine une superficie de 8 855 km2.

## Aménagements et écologie
Dans le comté de Russell, un barrage a été établi sur la rivière pour former le lac Wilson.